# Hyophorbe lagenicaulis
La palma bottiglia (Hyophorbe lagenicaulis (L.H.Bailey)) H.E.Moore è una palma endemica dell'isola di Round Island (Mauritius).

## Conservazione
La IUCN Red List classifica Hyophorbe lagenicaulis come specie in pericolo critico di estinzione (Critically Endangered).
Il suo attuale areale è ristretto a Round Island, un isolotto disabitato con una superficie di 1,69 km², ove ne sono stati censiti una decina di esemplari maturi.